# 托勒密全弦表
全弦表，也叫弦表，由古希腊天文学家，几何学家及地理学家托勒密在其巨著《天文学大全》第一卷第11章里创建。这是一种三角函数表，用于数理天文学的计算工作。
从巴比伦时代起，一圆被分为360等分（度），托勒密继承了古希腊天文学家喜帕恰斯的三角学工作，在他的7.5°递增量7+1/2° = π/24 弧度的弦表基础上采用0.5°递增量。托勒密参考了喜帕恰斯的12卷数学书，他的弦表更加完备，使用“度”的术语，构造了从0.5度到180度圆心角与对应的弦长，所以，该表共有360行。
托勒密《弦表》本质上是关于圆心角的正弦函数数值表。不同于现代三角函数值反映弦长与圆半径的比例关系，托勒密“弦表”里是弦的实际长度，其计算是以圆的直径120单位为参照。之所以选择120，是尽可能避免分数的麻烦计算，因为当时还没有发明出十进位制分数。
托勒密又把角的1°细化为60分，在《弦表》里有被称为“60分之一”的一栏，这是用半度的差值除以30所得到的平均数，供使用者插入分的弦长。
正因为托勒密的《天文学大成》广为流行，造成了喜帕恰斯的数学书在公元4世纪以后失传。所以，托勒密的“弦表”是西方现存的历史最久远的三角函数表。
托勒密构造的“弦表”在欧洲数学史上统治了一千多年，直到1592年瑞士钟表匠,天文学家和数学家和天文仪器制作师约斯特·比尔吉（Joost Bürgi）创建了更精细的“标准正弦表”（Canon Sinuum）。

## 弦长函数与弦表

Example: (109 1/2)°弧度所对应的弦长约等于 98.

圆的弦是指任意一线段，其两端都在圆周上。托勒密采用以 120为单位长度的圆直径。弦长即n 度的圆弧度所对应的，n取值范围从 1/2度到180度，增量为 1/2度。在现代数学表达中，对应于一圆弧θ 度的弦长是：
{\displaystyle {\begin{aligned}&\operatorname {chord} (\theta )=120\sin \left({\frac {\theta ^{\circ }}{2}}\right)\\={}&60\cdot \left(2\,\sin \left({\frac {\pi \theta }{360}}{\text{ radians}}\right)\right).\end{aligned}}}
随着圆弧 θ 从零增加到180度，θ°所对应的弦长也从 0 增加到120。对于微小圆弧来说，弦长与弧度角之比为π比3，更确切地讲，只要把θ分成足够小，该比率可以有任意近似度π/3 ≈ 1.04719755。因此，对于1/2°圆弧来说，弦长稍微大于弧角度。随着角度增加，弦长与角度之比在递减。当角度达到60°时，弦长正好等于弧角度数，即弦长 60° = 60。当角度超过了60°，弦长小于角度，直到角度达到180°，这时弦长为 120。
弦长的分数部分是用六十进制数表达，例如，112°圆弧所对应的弦长据“弦表”有99 29 5，其长度为：
{\displaystyle 99+{\frac {29}{60}}+{\frac {5}{60^{2}}}=99.4847{\overline {2}},}
取整后达到近似值 1/602.
在弧度栏和弦长栏之后，表里有被标记为“60分之一”的第3个栏。对于 θ°的圆弧，第3栏数值为
{\displaystyle {\frac {\operatorname {chord} \left(\theta +{\tfrac {1}{2}}^{\circ }\right)-\operatorname {chord} \left(\theta ^{\circ }\right)}{30}}.}
这是一单位长的60分之一的平均数，当每次角度增加1分，就必须加到弦长(θ°)上，直到 (θ + 1/2)°。因此，第3栏数值用于线性插入。Glowatzki和Göttsche证明了托勒密肯定将弦长计算到5位六十进制数，才达到有第3栏这样的精确程度。
{\displaystyle {\begin{array}{|l|rrr|rrr|}\hline {\text{arc}}^{\circ }&{\text{chord}}&&&{\text{sixtieths}}&&\\\hline {}\,\,\,\,\,\,\,\,\,\,{\tfrac {1}{2}}&0&31&25&0\quad 1&2&50\\{}\,\,\,\,\,\,\,1&1&2&50&0\quad 1&2&50\\{}\,\,\,\,\,\,\,1{\tfrac {1}{2}}&1&34&15&0\quad 1&2&50\\{}\,\,\,\,\,\,\,\vdots &\vdots &\vdots &\vdots &\vdots &\vdots &\vdots \\109&97&41&38&0\quad 0&36&23\\109{\tfrac {1}{2}}&97&59&49&0\quad 0&36&9\\110&98&17&54&0\quad 0&35&56\\110{\tfrac {1}{2}}&98&35&52&0\quad 0&35&42\\111&98&53&43&0\quad 0&35&29\\111{\tfrac {1}{2}}&99&11&27&0\quad 0&35&15\\112&99&29&5&0\quad 0&35&1\\112{\tfrac {1}{2}}&99&46&35&0\quad 0&34&48\\113&100&3&59&0\quad 0&34&34\\{}\,\,\,\,\,\,\,\vdots &\vdots &\vdots &\vdots &\vdots &\vdots &\vdots \\179&119&59&44&0\quad 0&0&25\\179{\frac {1}{2}}&119&59&56&0\quad 0&0&9\\180&120&0&0&0\quad 0&0&0\\\hline \end{array}}}

## 托勒密《弦表》的构造方法
《天文学大全》卷一第10章介绍用于弦长计算的几何定理。托勒密根据欧几里得《几何原本》卷十三里的定理10，来做几何推理，以求出72°和36°所对应的弦长。该定理是说：如果某圆有一内切正五边形，那么五边形每个边长的平方等于同一圆内切六边形和十边形边长平方之和。
他发明了关于圆内接四边形的托勒密定理，用来推导半弧、两弧相加及两弧相减所分别对应的弦长。该定理阐述，在圆的内接四边形中，两对角线长度相乘结果等于另两边的对角线长度的相乘结果。三角推导值取决于内接圆四边形，其中一边是圆的直径。
对于圆弧1°和1/2°所对应的弦长，他采用根据阿里斯塔克斯不等式求出的近似值，该不等式是说，对于α 、β两弧，如果0<β<α<90°，那么
{\displaystyle {\frac {\sin \alpha }{\sin \beta }}<{\frac {\alpha }{\beta }}<{\frac {\tan \alpha }{\tan \beta }}.}
托勒密在表中显示了，对于长度为1° 和1/2°的圆弧，在其整数部分后给出了近似正确的头两位60进制数值。

## 数值系统以及原始表格
圆弧用度表述，其所对应的弦长的整数部分采用十进制的计数系统，21个希腊字母意义如下，并有 "∠′ "代表分数1/2。抬升上去的圆圈"○"占据一空位，实际上就表示零。还有两个以前用的希腊古字母，见下表，在好几个世纪都没再用，《天文学大全》重新使用。如今还在当成数字和古希腊音乐的乐符使用。
{\displaystyle {\begin{array}{|rlr|rlr|rlr|}\hline \alpha &\mathrm {alpha} &1&\iota &\mathrm {iota} &10&\rho &\mathrm {rho} &100\\\beta &\mathrm {beta} &2&\kappa &\mathrm {kappa} &20&\vdots &\vdots &\vdots \\\gamma &\mathrm {gamma} &3&\lambda &\mathrm {lambda} &30&&&\\\delta &\mathrm {delta} &4&\mu &\mathrm {mu} &40&&&\\\varepsilon &\mathrm {epsilon} &5&\nu &\mathrm {nu} &50&&&\\\mathrm {\stigma} &\mathrm {stigma\ (archaic)} &6&\xi &\mathrm {xi} &60&&&\\\zeta &\mathrm {zeta} &7&\mathrm {o} &\mathrm {omicron} &70&&&\\\eta &\mathrm {eta} &8&\pi &\mathrm {pi} &80&&&\\\theta &\mathrm {theta} &9&\mathrm {\koppa} &\mathrm {koppa\ (archaic)} &90&&&\\\hline \end{array}}}
举例来说，一圆弧143+1/2° 表示为 ρμγ∠′。(《弦表》一共到180°，因此不使用200及以上的希腊数字)。
弦长的分数部分需要较大的精确性，分为两栏，第一栏是1/60的整数倍，取值范围0–59，第二部分是1/602= 1/3600的整数倍，取值范围也是0–59。
在Heiberg版本的《天文学大全》里 （页面存档备份，存于），在48–63页有弦表。表的开头是1/2°度，然后是7+1/2°, ，希腊语版本是：
{\displaystyle {\begin{array}{ccc}\pi \varepsilon \rho \iota \varphi \varepsilon \rho \varepsilon \iota {\tilde {\omega }}\nu &\varepsilon {\overset {\text{'}}{\nu }}\theta \varepsilon \iota {\tilde {\omega }}\nu &{\overset {\text{`}}{\varepsilon }}\xi \eta \kappa \mathrm {o} \sigma \tau {\tilde {\omega }}\nu \\{\begin{array}{|l|}\hline \quad \angle '\\\alpha \\\alpha \;\angle '\\\hline \beta \\\beta \;\angle '\\\gamma \\\hline \gamma \;\angle '\\\delta \\\delta \;\angle '\\\hline \varepsilon \\\varepsilon \;\angle '\\\mathrm {\stigma} \\\hline \mathrm {\stigma} \;\angle '\\\zeta \\\zeta \;\angle '\\\hline \end{array}}&{\begin{array}{|r|r|r|}\hline \circ &\lambda \alpha &\kappa \varepsilon \\\alpha &\beta &\nu \\\alpha &\lambda \delta &\iota \varepsilon \\\hline \beta &\varepsilon &\mu \\\beta &\lambda \zeta &\delta \\\gamma &\eta &\kappa \eta \\\hline \gamma &\lambda \theta &\nu \beta \\\delta &\iota \alpha &\iota \mathrm {\stigma} \\\delta &\mu \beta &\mu \\\hline \varepsilon &\iota \delta &\delta \\\varepsilon &\mu \varepsilon &\kappa \zeta \\\mathrm {\stigma} &\iota \mathrm {\stigma} &\mu \theta \\\hline \mathrm {\stigma} &\mu \eta &\iota \alpha \\\zeta &\iota \theta &\lambda \gamma \\\zeta &\nu &\nu \delta \\\hline \end{array}}&{\begin{array}{|r|r|r|r|}\hline \circ &\alpha &\beta &\nu \\\circ &\alpha &\beta &\nu \\\circ &\alpha &\beta &\nu \\\hline \circ &\alpha &\beta &\nu \\\circ &\alpha &\beta &\mu \eta \\\circ &\alpha &\beta &\mu \eta \\\hline \circ &\alpha &\beta &\mu \eta \\\circ &\alpha &\beta &\mu \zeta \\\circ &\alpha &\beta &\mu \zeta \\\hline \circ &\alpha &\beta &\mu \mathrm {\stigma} \\\circ &\alpha &\beta &\mu \varepsilon \\\circ &\alpha &\beta &\mu \delta \\\hline \circ &\alpha &\beta &\mu \gamma \\\circ &\alpha &\beta &\mu \beta \\\circ &\alpha &\beta &\mu \alpha \\\hline \end{array}}\end{array}}}
表中的10进制数字代表圆弧及弦长的整数部分，因此，85°的圆弧用 πε表达 (π 代表80，ε代表5)，并不分解为60+25。相应的弦长是整数81再加上分数部分。整数部分用 πα开始，同样也不分解为60+21，但其分数部分4/60+15/602在 1/60栏里写成 δ，代表 4，然后是 ιε，代表15，在1/602 一栏里。
{\displaystyle {\begin{array}{ccc}\pi \varepsilon \rho \iota \varphi \varepsilon \rho \varepsilon \iota {\tilde {\omega }}\nu &\varepsilon {\overset {\text{'}}{\nu }}\theta \varepsilon \iota {\tilde {\omega }}\nu &{\overset {\text{`}}{\varepsilon }}\xi \eta \kappa \mathrm {o} \sigma \tau {\tilde {\omega }}\nu \\{\begin{array}{|l|}\hline \pi \delta \angle '\\\pi \varepsilon \\\pi \varepsilon \angle '\\\hline \pi \mathrm {\stigma} \\\pi \mathrm {\stigma} \angle '\\\pi \zeta \\\hline \end{array}}&{\begin{array}{|r|r|r|}\hline \pi &\mu \alpha &\gamma \\\pi \alpha &\delta &\iota \varepsilon \\\pi \alpha &\kappa \zeta &\kappa \beta \\\hline \pi \alpha &\nu &\kappa \delta \\\pi \beta &\iota \gamma &\iota \theta \\\pi \beta &\lambda \mathrm {\stigma} &\theta \\\hline \end{array}}&{\begin{array}{|r|r|r|r|}\hline \circ &\circ &\mu \mathrm {\stigma} &\kappa \varepsilon \\\circ &\circ &\mu \mathrm {\stigma} &\iota \delta \\\circ &\circ &\mu \mathrm {\stigma} &\gamma \\\hline \circ &\circ &\mu \varepsilon &\nu \beta \\\circ &\circ &\mu \varepsilon &\mu \\\circ &\circ &\mu \varepsilon &\kappa \theta \\\hline \end{array}}\end{array}}}
此表分为8页，每页有45行，总共360行。